# Besluit geluidhinder spoorwegen
Het Besluit geluidhinder spoorwegen (Bgs) was een Nederlandse wet gericht op het voorkómen van nieuwe geluidshindersituaties en dat bestaande situaties niet verslechteren (het "stand still principe" ten opzichte van het jaar 1987). Het Bgs was van kracht van 1 juli 1987 tot 1 januari 2007; de regelgeving is opgenomen in de Wet geluidhinder en het Besluit geluidhinder.
In het Bgs was ook omschreven wat er moet gebeuren als de spoorwegbeheerder iets veranderde aan de spoorlijn, dan kon er een zogenaamde "wijziging Bgs" optreden. Wat er dan moest gebeuren was in het Bgs omschreven in een aantal stappen, die hierna worden toegelicht. In het laatste onderdeel wordt ingegaan op de interpretatie.

## Nieuwe spoorlijnen of nieuwe woningbouw
In geval er een nieuwe spoorlijn wordt aangelegd, of een nieuwe woning wordt gebouwd moet worden voldaan aan de geluidsnormen van het Bgs. De voorkeurswaarde bedraagt daarbij 57 dB(A). Als om bepaalde redenen deze voorkeurswaarde niet kan worden gehaald, kan er ontheffing gevraagd worden van de wet. Dit kan de aanlegger van de spoorlijn zijn (bijvoorbeeld ProRail) of de gemeente. De aanvraag van een ontheffing, ook wel een hogere waarde genoemd, wordt gedaan bij de provincie. Hiervoor moet een goede onderbouwing worden opgesteld. Er moet bijvoorbeeld zijn onderzocht of geluidsreductie bij de bron of in de overdracht (met een geluidsscherm bijvoorbeeld) niet mogelijk is. In het Bgs zijn een aantal ontheffingsgronden expliciet genoemd; deze kunnen van verkeerskundige-, financiële- of landschappelijke aard zijn. 
Bij het aanvragen van een hogere waarde mag de waarde een maximum van 70 dB(A) in nieuwe situaties niet te boven gaan. Bovendien moet de gevel van de woning geïsoleerd worden. Daarbij moet worden voldaan aan eveneens wettelijk vastgelegde maximale binnenwaarden.
In het Bgs staan naast normen voor woningen ook normen voor andere, met name genoemde geluidgevoelige bestemmingen, zoals scholen, ziekenhuizen en woonwagenterreinen.

## Wat is een wijziging van een spoorweg?
Het Bgs definieert het begrip "wijziging spoorweg" in Artikel 1, eerste lid onder d als volgt:
" wijziging van een spoorweg: een wijziging met betrekking tot een aanwezige spoorweg, die verandering brengt in de omstandigheden welke ingevolge de regels die gelden bij de vaststelling van de geluidsbelasting vanwege die spoorweg in acht genomen moeten worden;" 
In de nota van toelichting van het Bgs, in onderdeel C, staat dat ?onder een wijziging in het kader van dit besluit wordt verstaan elke verandering in de invoergegevens van het op grond van artikel 23 door Onze Minister op te stellen Reken- en Meetvoorschrift?.

## Welke uitzonderingen zijn er op deze definitie?
In het Bgs in artikel 1 worden twee soorten uitzonderingen gedefinieerd die niet gelden als een wijziging spoorweg. De eerst groep uitzonderingen betreft kleine wijzigingen van een spoorlijn die behoren tot de fluctuaties die bij normale exploitatie optreden. De tweede groep heeft betrekking op kleine toename van het geluidsniveau op woningen.

### Uitzondering bij fluctuaties in de normale exploitatie
Deze groep uitzonderingen is als volgt gedefinieerd:
"Onder een wijziging van een spoorweg wordt in dit besluit niet verstaan de afzonderlijke omstandigheid die bestaat uit:
- een verhoging van minder dan 45% in de maatgevende intensiteit van door Onze Minister te bepalen categorieën railvoertuigen  op een bepaald spoorweggedeelte of een combinatie van spoorweggedeelten in de ingevolge artikel 1, eerste lid, onder f, in acht te nemen etmaalperiode;
- een verhoging van 20% of minder van de verkeerssnelheid van door Onze Minister te bepalen categorieën railvoertuigen op een bepaald spoorweggedeelte of een combinatie van spoorweggedeelten in de ingevolge artikel 1, eerste lid, onder f, in acht te nemen etmaalperiode;
- een horizontale verplaatsing van de spoorstaven over een afstand kleiner dan twee meter;
- een verticale verplaatsing van de spoorstaven over een afstand kleiner dan een meter
- dan wel het ter vervanging aanbrengen van een baanconstructie, die, bepaald met inachtneming van de door Onze Minister op grond van artikel 23 gestelde regels, niet meer geluid emitteert dan de te vervangen constructie."

### Uitzondering bij kleine toename van de geluidsbelasting
De tweede soort uitzonderingen heeft betrekking op wijzigingen die slechts leiden tot een geringe geluidtoename in situaties met geluidniveaus onder de grenswaarde voor geluidsanering (65 dB(A)). Dit is als volgt in het Bgs verwoord:
Er "wordt onder een wijziging van een spoorweg in dit besluit niet verstaan een wijziging die een verhoging van 2 dB(A) of minder tot gevolg heeft, en ten gevolge waarvan de geluidsbelasting van de uitwendige scheidingsconstructie van woningen of van andere geluidsgevoelige gebouwen niet hoger zal zijn dan 65 dB(A)."

## Wanneer leidt een wijziging tot overschrijding van geluidsnormen op woningen?
Als er een wijziging optreedt wordt bekeken of de toekomstige geluidsbelasting toelaatbaar is.  Daarbij wordt onderscheid gemaakt of er al eerder een geluidprocedure is gevoerd met daarbij een hogere waarde (bijvoorbeeld bij nieuwbouw van woningen), of dat er sprake is van een historisch gegroeide situatie. Er wordt hier gesproken over ?woningen?, maar ook voor andere geluidgevoelige bestemmingen, zoals ziekenhuizen en scholen.
Geluidbelastingen onder de voorkeurswaarde (57 dB(A) voor woningen) zijn altijd toegestaan, welke toename er ook optreedt.
De ten hoogste toelaatbare waarde is in het geval dat een hogere waarde verleend is:
- de laagste van de volgende twee waarden:
  - geluidbelasting huidige situatie (voor de wijziging)
  - geluidbelasting volgens de hogere waarde

Als er geen hogere waarde verleend is, is de ten hoogste toelaatbare geluidbelasting:
- de laagste van de volgende twee waarden:
  - geluidbelasting huidige situatie (voor de wijziging)
  - geluidbelasting in het jaar 1987 (de invoering van het Bgs).

Met name het laatste criterium weerspiegelt de geest van het Bgs, het ?stand-still? principe.

## Wat moet er gebeuren als er een wijziging optreedt?
Als de spoorbeheerder een wijziging Bgs wenst door te voeren, dient hij een akoestisch onderzoek naar geluidniveaus bij woningen uit te voeren en te toetsen aan de ten hoogste toelaatbare geluidbelasting. Dit dient hij ook te doen bij afname van geluidniveaus, aangezien hij moet toetsen of de geluidbelasting op woningen niet hoger dan 65 dB(A) zal zijn. Uit het akoestische onderzoek blijkt waar overschrijdingen van de ten hoogste toelaatbare waarden verwacht worden. Voor deze geluidgevoelige bestemmingen zijn maatregelen nodig en is het volgen van een geluidproducedure (in dit geval artikel 19 Bgs) aan de orde.  In die procedure neemt de gemeenteraad een besluit over de te nemen maatregelen (bijvoorbeeld het plaatsen van geluidschermen) en wordt voor woningen waar deze maatregelen onvoldoende zijn een ?hogere waarde procedure? gevolgd. Op basis daarvan worden de woningen onderzocht om te bezien of de binnenwaarde aan de normen voldoet. Ten slotte worden, als dat nodig blijkt, deze woningen beter tegen het geluid geïsoleerd.